# August, pfalzgreve af Pfalz-Sulzbach
August, pfalzgreve af Pfalz-Sulzbach (født 2. oktober 1582 i Neuburg an der Donau, Oberbayern, død 14. august 1632 i Weinheim nær Heidelberg i Regeringsdistriktet Karlsruhe, dengang i Pfalz, senere i Baden) var pfalzgreve. Han blev regerende greve af Pfalz-Sulzbach i 1614. 

## Forældre
August var søn af Filip Ludvig, pfalzgreve af Pfalz-Neuburg og sønnesøn af Wolfgang af Pfalz-Zweibrücken (1526–1569).

## Familie
Den 17. juli 1620 giftede August sig med Hedvig af Gottorp (1603–1657). Brylluppet fandt sted i Husum i Nordfrisland, Sydslesvig.
Hedvig var datter af hertug Johan Adolf af Slesvig-Holsten-Gottorp og Augusta af Danmark (en datter af Frederik 2. af Danmark-Norge og søster til Christian 4. af Danmark-Norge).
August og Hedvig fik syv børn. Christian August, pfalzgreve af Pfalz-Sulzbach var den ældste af de overlevende sønner.  Han blev regerende greve af Pfalz-Sulzbach i 1632, og han blev hertug af Pfalz-Sulzbach i 1656. Tipoldesønnen  Karl Theodor, kurfyrste af Pfalz og Bayern blev kurfyrste både af Pfalz og af Bayern.

## Forfædre
Christian August tilhørte den ældre (pfalziske) linje af Huset Wittelsbach, og han var sønnesøn af Wolfgang af Pfalz-Zweibrücken (1526–1569). 